# شوبيفاي
شوبيفاي (بالإنجليزية: Shopify Inc.)‏ هي شركة كندية متعددة الجنسيات للتجارة الإلكترونية ومقرها في أوتاوا، أونتاريو. Shopify هو اسم منصة التجارة الإلكترونية المملوكة لها للمتاجر عبر الإنترنت وأنظمة نقاط البيع بالتجزئة. تقدم منصة Shopify لتجار التجزئة عبر الإنترنت مجموعة من الخدمات بما في ذلك أدوات الدفع والتسويق والشحن ومشاركة العملاء.
أفادت الشركة أن لديها أكثر من 2،000،000 شركة في حوالي 175 دولة باستخدام منصتها اعتبارًا من ديسمبر 2022، موزعة جغرافيًا على النحو التالي: 55٪ أمريكا الشمالية ، 25٪ أوروبا الشرق الأوسط وأفريقيا ، 15٪ آسيا والمحيط الهادئ ، أستراليا والصين و 5 ٪ في أمريكا اللاتينية (المكسيك وأمريكا الجنوبية). وفقًا لـ BuiltWith ، يعمل 1.58 مليون موقع على منصة Shopify اعتبارًا من عام 2021. وفقًا لـ W3Techs ، يستخدم 4.4٪ من أفضل 10 ملايين موقع Shopify. تجاوز إجمالي حجم البضائع الإجمالي 197 مليار دولار أمريكي لتقويم 2022. اعتبارًا من يوليو 2022، تعد Shopify من بين أكبر 20 شركة كندية مدرجة في البورصة من حيث القيمة السوقية.

## وصلات خارجية
- الموقع الرسمي